# Gymnoscelis recictaria
Gymnoscelis recictaria là một loài bướm đêm trong họ Geometridae.